# Pierre-Claude
Pierre-Claude est un prénom composé formé de Pierre et de Claude.
Bien que Claude puisse être un prénom féminin; la présence du prénom Pierre, masculin, accolé à lui, rend ce prénom composé strictement masculin.
Il est porté par : 
- Pierre-Claude Foucquet, organiste et claveciniste français.